# Marília Gabriela
Marília Gabriela Baston de Toledo, hay còn được biết đến với nghệ danh là Gabi, (sinh ngày 31 tháng 5 năm 1948) là nữ nhà báo, diễn viên, ca sĩ, người dẫn chương trình truyền hình và nhà văn người Brasil.

## Sự nghiệp
Marília bắt đầu sự nghiệp nhà báo của mình vào năm 1969, với tư cách là một thực tập sinh tại kênh truyền hình Rede Globo. Cùng năm 1969, bà được mời dẫn chương trình thời sự Jornal Hoje, làm việc tại thành phố São Paulo. Năm 1973, bà làm người dẫn dắt cho chương trình ti vi Fantástico, số phát sóng kỷ niệm ngày mất của nữ ca sĩ kiêm diễn viên Brasil, Carmen Miranda. Sau đó, bà trở thành phóng viên chính thức cho chương trình này. năm 1980, Marília trở thành một trong hai người dẫn chương trình chính cho show truyền hình TV Mulher, cùng với Ney Gonçalves Dias.
Bà cũng đã thu âm hai album phòng thu dưới nhãn đĩa Som Livre và Universal Music trong thời điểm này, lấy tựa đề là Perdida de Amor. Album có sự góp giọng của các ca sĩ Simone và Caetano Veloso. Sau khi rời chương trình TV Mulher, bà chuyển sang làm MC cho Marília Gabi Gabriela (trên kênh TV Bandeirantes) và talk show Cara a Cara.
Do tỉ suất khán giả thấp, chương trình Marília Gabi Gabriela đã bị ngừng sản xuất tiếp. Từ năm 1987 đến năm 1994, bà dẫn chương trình Jornal Bandeirantes. Không lâu sau, bà rời kênh TV Bandeirantes và chuyển qua ký hợp đồng với đài Rede CNT trong một khoảng thời gian ngắn. Năm 1997, bà bắt đầu làm việc cho kênh SBT, tại đây, bà dẫn chương trình SBT Repórter và De Frente com Gabi.